# Eterna (label)
Pour les articles homonymes, voir Eterna.
Eterna est un label discographique allemand.

## Histoire
Créé en 1947, son catalogue comportait de la musique classique, l’opéra, l’opérette, les chants politiques (chants des travailleurs), chansons populaires, jazz et musique religieuse,,.
Les plus grands chefs d'orchestre à la tête d'orchestres est-allemands (Herbert Blomstedt, Herbert Kegel, Rudolf Kempe, Kurt Masur, Václav Neumann, Kurt Sanderling, Otmar Suitner) sont enregistrés et publiés sous le label Eterna.
Des productions ont pu être enregistrées avec les grands orchestres de la RDA et les chefs d'orchestre Herbert Blomstedt, Herbert Kegel, Rudolf Kempe, Franz Konwitschny, Kurt Masur, Václav Neumann, Otmar Suitner, Peter Schreier et d'autres, ainsi qu'avec les virtuoses Ludwig Güttler, Karl Suske et autres. En 1977, Eterna publie l'œuvre complète de Ludwig van Beethoven sur 116 disques. En outre, des enregistrements ont été réalisés avec des artistes occidentaux tels que les chefs d'orchestre Herbert von Karajan, Wolfgang Sawallisch et Colin Davis. De 1954 à 1972, le GMD Dieter-Gerhardt Worm, futur chef d'orchestre principal de l'orchestre philharmonique Robert Schumann de Karl-Marx-Stadt et Chemnitz pendant de nombreuses années, était responsable de la planification du répertoire, des artistes et du budget.
Les prix des disques étaient fixés par l'État. Les disques du label Nova coûtaient 10,10 marks de RDA, les disques Litera et Eterna 12,10 marks. À partir de 1984, Eterna commercialise en Allemagne de l'Est des CD du label tchécoslovaque Supraphon.
En 1985, Eterna sort — sous licence de la société ouest-allemande Teldec — quatre LP Direct Metal Mastering (DMM), et à partir de 1986, de nombreux autres disques DMM ont été produits par Eterna. Les disques DMM coûtaient 15,60 marks. À l'Ouest, les enregistrements du label Eterna étaient distribués par de grandes maisons de disques comme Deutsche Grammophon, Telefunken, Ariola Eurodisc, Philips et EMI. Par exemple, à l'occasion du 60e anniversaire de Peter Schreier, Philips a publié un coffret de 12 CD d'œuvres chorales de Jean-Sébastien Bach avec la participation du chanteur, de la Staatskapelle de Dresde, du Chœur de la Radio de Leipzig et d'autres solistes de renom. Inversement, Eterna distribue sous licence en RDA des enregistrements avec des formations et des solistes occidentaux. Des productions communes sont également réalisées avec Deutsche Grammophon dans les années 1950.
L'entreprise d'État devient Deutsche Schallplatten Berlin GmbH  en 1990 rééditant des enregistrements de musique classique en CD sous le label Berlin Classics.